# Amphilophium paniculatum
Amphilophium paniculatum är en katalpaväxtart som först beskrevs av Carl von Linné, och fick sitt nu gällande namn av Carl Sigismund Kunth. Amphilophium paniculatum ingår i släktet Amphilophium och familjen katalpaväxter. Inga underarter finns listade i Catalogue of Life.

## Bildgalleri

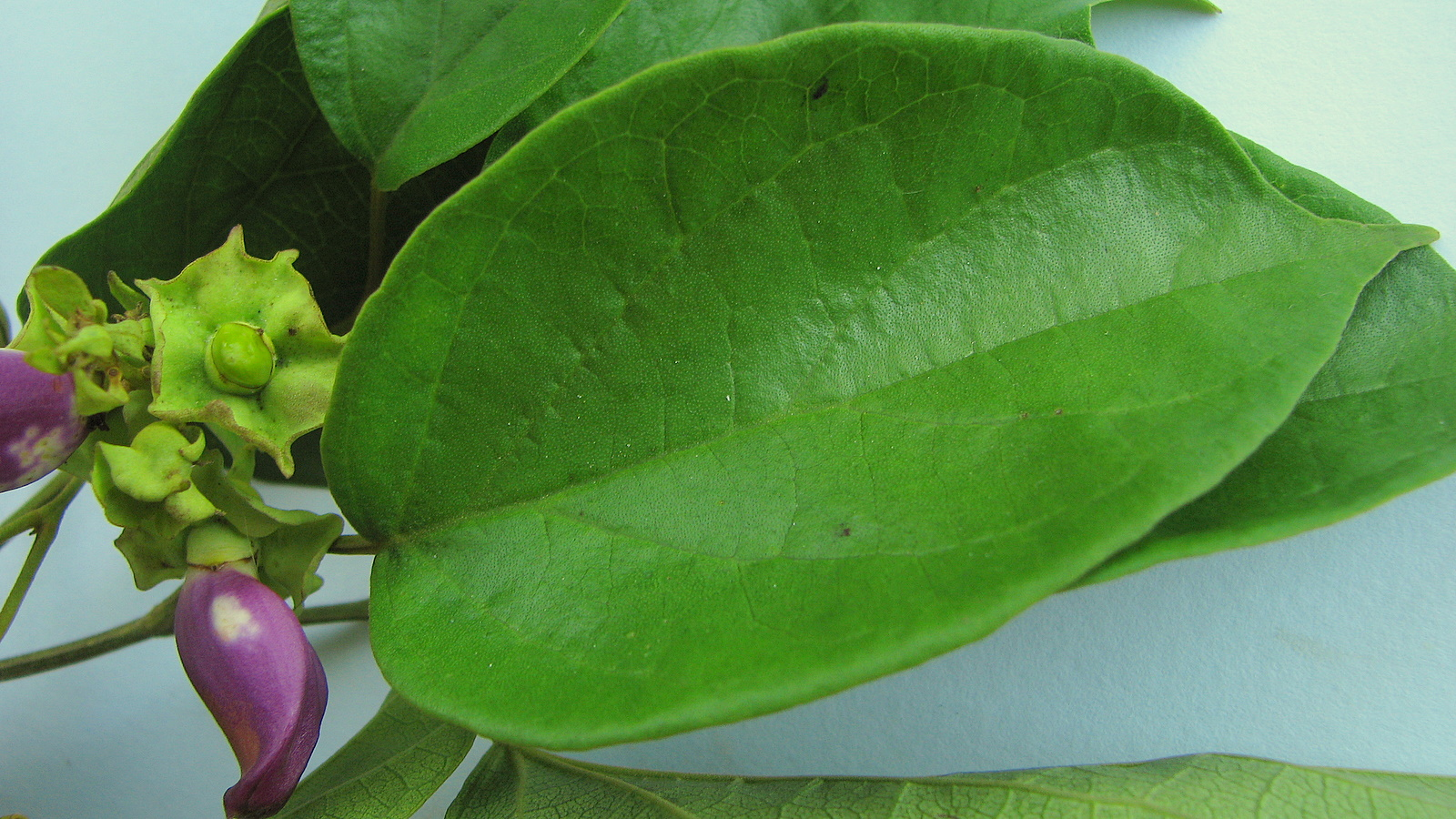
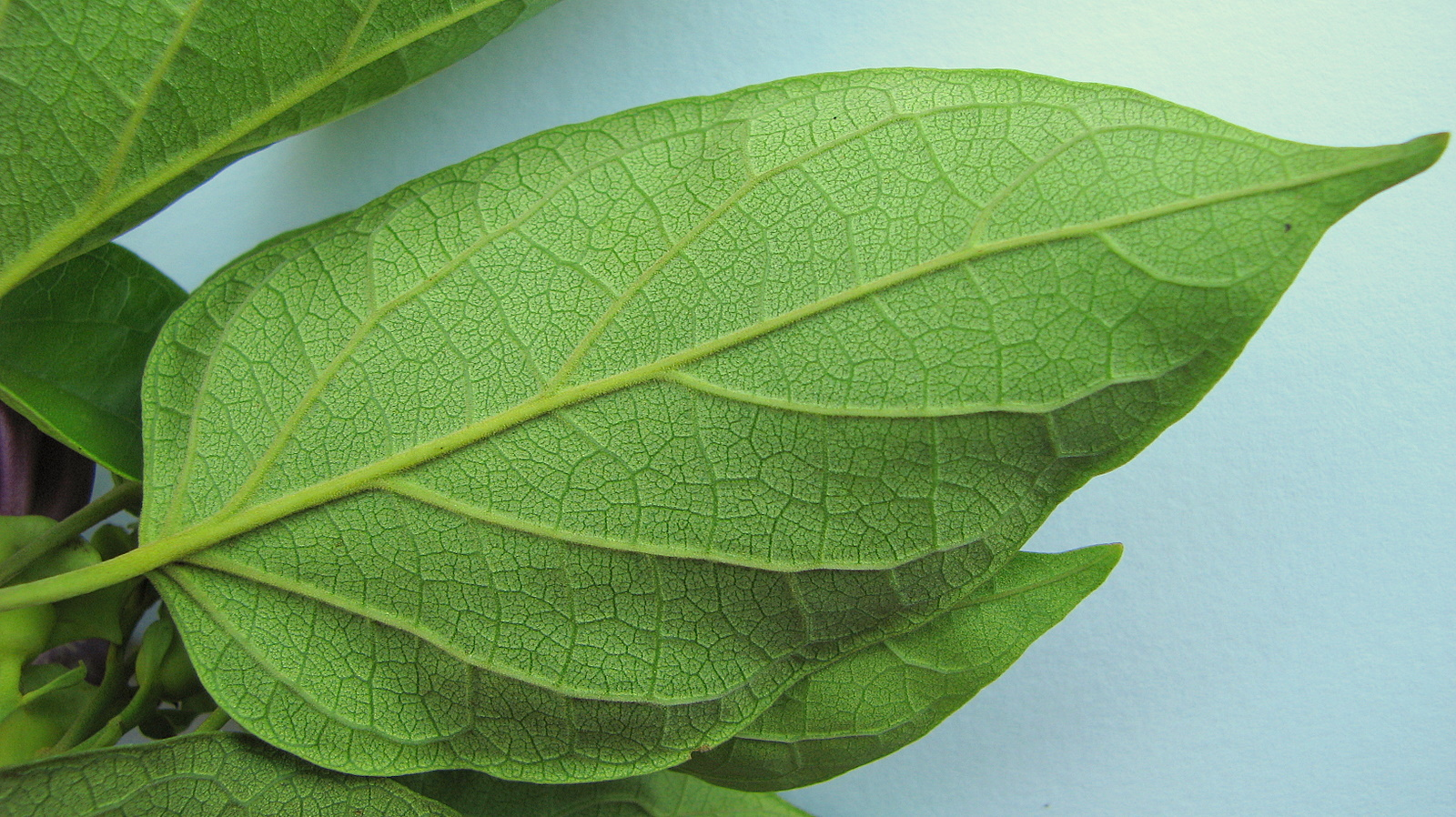
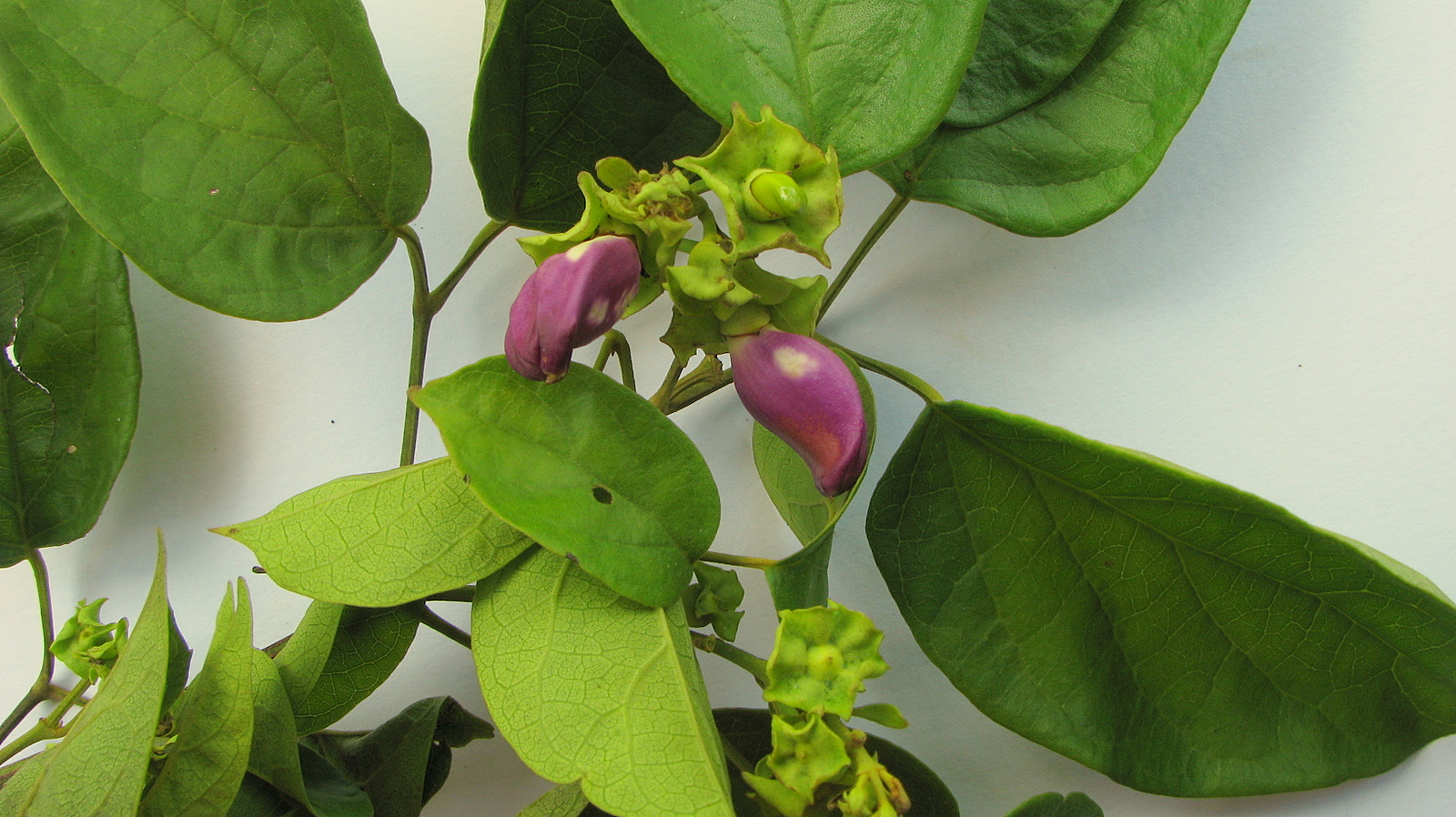
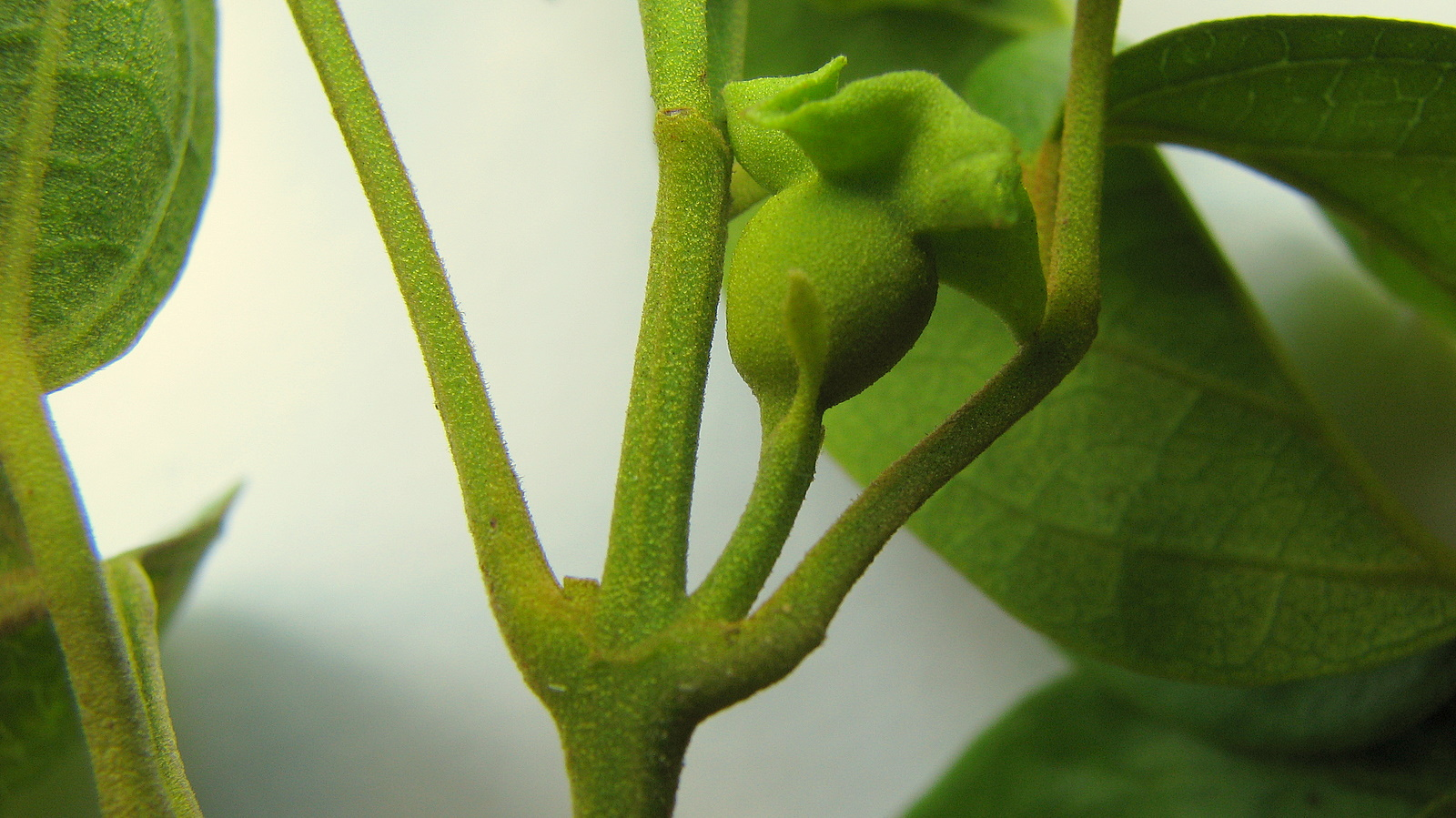
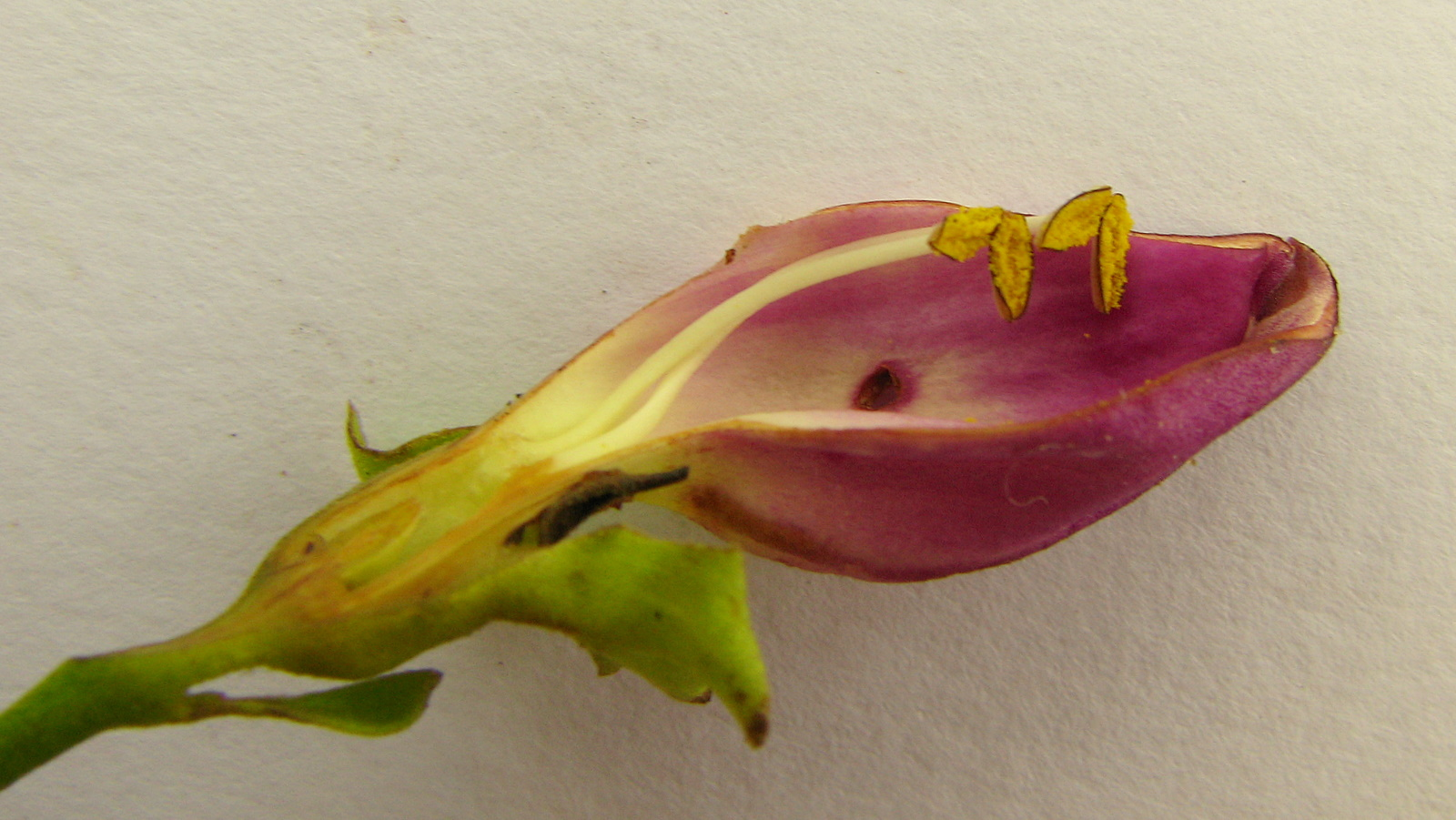
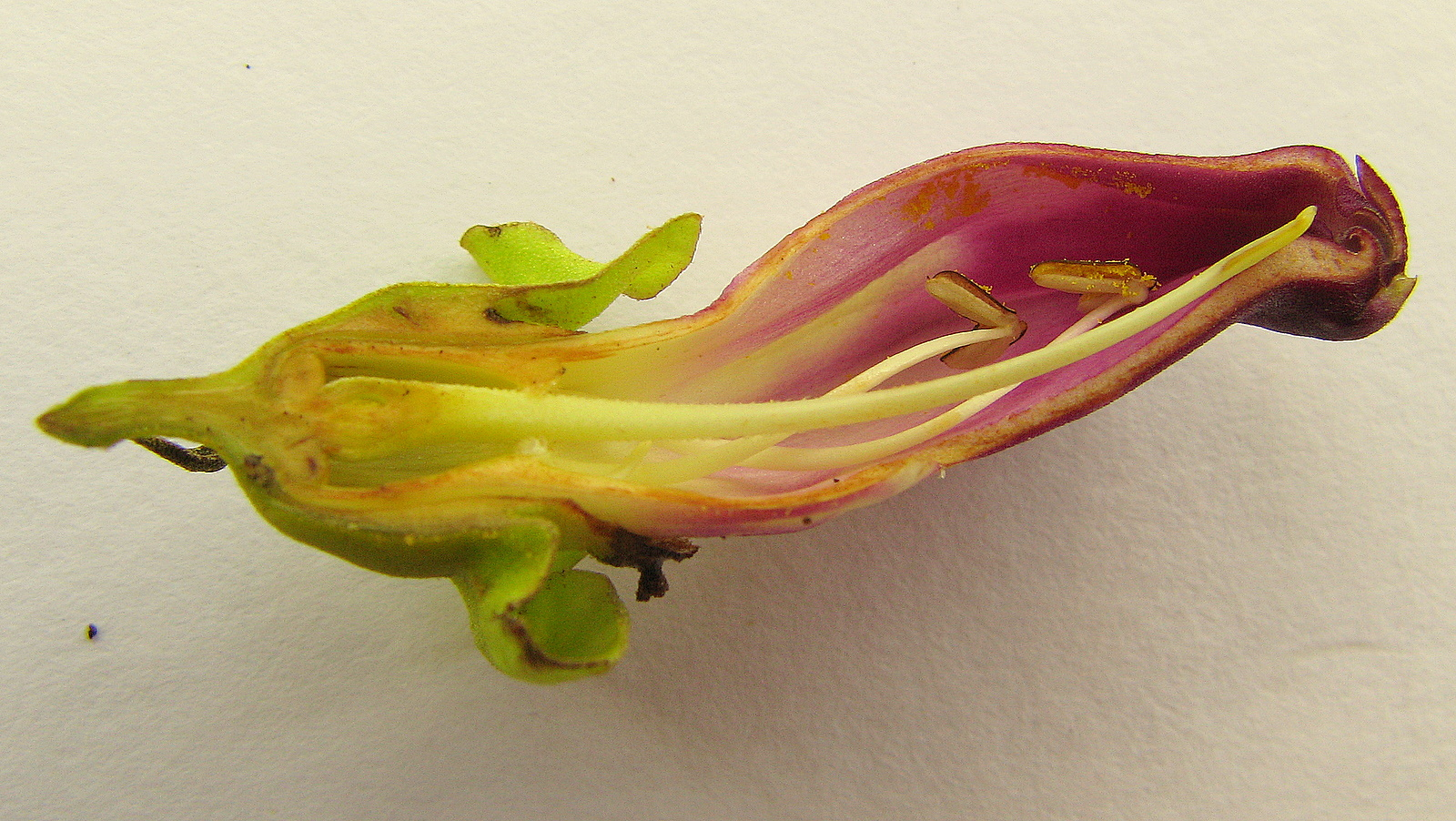